# 菊地裕介
菊地 裕介（きくち ゆうすけ、1977年7月27日 - ）は、日本のクラシック音楽のピアニスト。

## 略歴
東京都に生まれる。ピアノを皆川紀子、加藤伸佳に師事。桐朋女子高等学校音楽科卒業後、パリ国立高等音楽院ピアノ科に入学。ジャック・ルヴィエに師事して、1999年にピアノ科を1等賞で卒業、2001年同研究科修了。1997年から翌年にかけてローム ミュージック ファンデーションの奨学生。2003年10月から2007年まで、ハノーファー音楽大学ゾリステンクラッセにてアリエ・ヴァルディに師事。2007年2月に一時帰国し、日本での演奏活動を開始しつつ前述のゾリステンクラッセを年を跨いで最終的には修了した。2004から2006年には、文化庁新進芸術家海外留学研修員であった。
現在の拠点は日本で、東京音楽大学の専任講師、名古屋音楽大学の客員准教授を務める。ソリストとしてのみならず、伴奏者としての能力も傑出している。近代フランス音楽を主力とする一方で、ハイドンのソナタにも取り組むなど、幅広いレパートリーを持っている。ドビュッシーの12の練習曲の全曲、ベートーヴェンのディアベリ変奏曲などを20代でライブ演奏しており、覇気に満ちたプログラミングも毎回注目を集めている。CDとSACDは、デビューアルバム (DENON) を除いてOctavia Tritonから発売されている。

## 受賞歴
- 1994年 第63回日本音楽コンクール 第2位
- 2000年 マリア・カナルス・バルセロナ国際音楽演奏コンクール 第1位[2]
- 2003年 ポルトガル・ポルト市国際音楽コンクール 第1位
- 2004年 プロコフィエフ国際音楽コンクールピアノ部門 入選
- 2005年 マウロ・パオロ・モノポリ国際ピアノコンクール 第2位
- 2006年 ハエン国際ピアノコンクール 現代音楽作品特別賞[3][4]
- 2006年 スクリアビン国際ピアノコンクール 第3位
- 2006年 ジュネーヴ国際音楽コンクール ピアノ部門 第3位
- 2006年 フランシス・プーランク国際ピアノ・コンクール 第1位
- 2009年 ウィーン・ベートーヴェン国際ピアノコンクール 特別賞[5][6]

## ディスコグラフィー
- SACD ラフマニノフ 2台ピアノのための組曲第1番、第2番、ピアノ連弾のための6つの小品 (シングルレイヤー、共演者として)
- 2CD ラヴェル ピアノ独奏曲全集
- CD ドビュッシー ベルガマスク組曲、12の練習曲、仮面、喜びの島
- CD ラフマニノフ 2台ピアノのための組曲第1番、第2番、ピアノ連弾のための6つの小品 (共演者として)
- 2CD ベートーヴェン ピアノ・ソナタ全集第3集
- 2SACD ベートーヴェン ピアノ・ソナタ全集第4集
- 2SACD ベートーヴェン ピアノ・ソナタ全集第1集
- 2SACD ベートーヴェン ピアノ・ソナタ全集第2集
- CD シューマン ダヴィッド同盟舞曲集、アレグロ、トッカータ、フモレスケ
- CD ベートーヴェン ディアベッリ変奏曲、エロイカ変奏曲
- SACD ラフマニノフ 2台ピアノのための組曲第1番、第2番、ピアノ連弾のための6つの小品 (シングルレイヤー・ダイレクト・カットSACD、共演者として) (限定盤)
- CD ベートーヴェン ピアノ・ソナタ第8番『悲愴』、第14番『月光』、第23番『熱情』
- CD メンデルスゾーン：チェロ・ソナタ第2番、エルガー：愛のあいさつ、ラフマニノフ：ヴォカリーズ、他 (伴奏者として)
- CD デビューアルバム イマージュ・フランセーズ （2008年1月16日発売、2007年10月29日～31日 笠懸野文化ホールにて録音, DENON）